# Mittelhausen (Allstedt)
Mittelhausen ist ein Ortsteil der Stadt Allstedt im Landkreis Mansfeld-Südharz in Sachsen-Anhalt.

## Geografie
Mittelhausen liegt zwischen Sangerhausen und Querfurt.
Zur ehemaligen Gemeinde Mittelhausen gehörte der Ortsteil Einsdorf.

## Geschichte
Das Steinpackungsgrab von Mittelhausen verweist auf eine steinzeitliche Besiedlung.
In einem zwischen 881 und 899 entstandenen Verzeichnis des Zehnten des Klosters Hersfeld (Hersfelder Zehntverzeichnis) wird Mittelhausen als zehntpflichtiger Ort Midelhusa im Friesenfeld erstmals urkundlich erwähnt. Der Ort gehörte zum Amt Allstedt.
Mit Wirkung vom 1. Oktober 1945 wurde das bis dahin in Thüringen liegende Mittelhausen dem Kreis Sangerhausen der Provinz Sachsen zugeordnet.
Am 1. Januar 2010 wurde die bis dahin selbstständige Gemeinde Mittelhausen zusammen mit den Gemeinden Beyernaumburg, Emseloh, Holdenstedt, Katharinenrieth, Liedersdorf, Niederröblingen (Helme), Nienstedt, Pölsfeld, Sotterhausen und Wolferstedt in die Stadt Allstedt eingemeindet.

## Gedenkstätte
- Grabstätte auf dem Ortsfriedhof für einen namentlich bekannten Polen, der während des Zweiten Weltkrieges ein Opfer von Zwangsarbeit wurde

## Wirtschaft und Infrastruktur

### Verkehr
Östlich der Gemeinde verläuft die Bundesstraße 180 von Querfurt nach Eisleben. Die Bundesautobahn 38, die von Halle (Saale) nach Göttingen führt, liegt nördlich von Mittelhausen.

## Persönlichkeiten
- Catharina Amalia von Schlegel (1697–1777), deutsche Dichterin.
- Carl Friedrich Zöllner (1800–1860), Komponist und führende Persönlichkeit des mitteldeutschen Männerchorwesens.